# Areva albogrisea
Areva albogrisea är en fjärilsart som beskrevs av Rothschild 1912. Areva albogrisea ingår i släktet Areva och familjen björnspinnare. Inga underarter finns listade i Catalogue of Life.